# 影の伝説
『影の伝説』（かげのでんせつ）はタイトーのアクションゲーム。海外版タイトルは『The Legend of Kage』。1985年よりアーケードゲームとして稼働を開始した。
本項では2008年3月13日にニンテンドーDS用ソフトとしてリリースされた続編である『影之伝説』に関しても併せて解説する。

## 概要
2Dのドットで表現されたグラフィックによる、サイドビューのスクロールアクションゲーム。横方向への進行による横スクロールを基本とするが、ステージによっては縦にもスクロールしたり、縦に進行する場面もある。
江戸時代末期を舞台とする純和風の世界観を採用しており、プレイヤーは忍者「影」を操作し、「雪草妖四郎」率いる魔性の軍団に攫われた霧姫を救出することが目的。
本作のゲーム音楽(VGM)はタイトーのゲーム音楽開発部門「ZUNTATA」に当時所属していた小倉久佳作曲による、和のテイストを用いたメロディーが特徴的。アーケード版には沖電気社製品の「MSM5232」音源を使用したものと、YAMAHA社製品のFM音源「YM2203」を使用した2種類の基板が存在し、同じVGMを鳴らしてはいるが音色が異なる。作曲者の小倉によると最初にMSM5232で作り、その後YM2203版を作った との事だが詳しい経緯は不明。
家庭用ゲーム機への移植版については#移植版の節を、「Let's!TVプレイCLASSIC」の1つ『タイトーノスタルジア1』収録版は詳細は「Let's!TVプレイCLASSIC」の項を参照。

## ゲーム内容

### システム
サイドビュー方式のアクションゲーム。8方向レバー、2ボタン（刀、手裏剣）を使用し、主人公である忍者の「影」を操り、さらわれた「霧姫」を救出することが目的。
ステージは「青葉の章」「紅葉の章」「雪の章」の3つの章から構成され、さらに各章は「森」「抜け穴」「城壁」「魔城内」「対決」の5ステージに分かれている。AC版では2章ごとにエンディング（青葉→紅葉→エンディング→雪→青葉→エンディング→紅葉→雪→エンディング、以降ループ）。FC版では「雪の章」をクリアするとエンディングとなりその直後はループし「青葉の章」から再スタートする。
主人公の「影」は刀と手裏剣の2種類の武器を使うことができる。ライフ制は無く、一度敵の攻撃を受けるとミスとなるが、妖坊の炎と煙玉以外は基本的に刀を振り回すことで防御ができる（ただし、移動しつつ煙玉に追いかけられる状態では煙玉の破裂に巻き込まれず、刀で防御することはできる）。FC版および携帯電話版ではパワーアップアイテム「水晶玉」を取っていれば、1回だけ敵の攻撃に耐えられる（ただし妖坊の炎に対しては実質的に無効。詳細は#アイテムの解説を参照）。
手裏剣は2連射まで可能な射撃武器で、攻撃判定は小さく、地を走っている時は左右のみ、ジャンプ中は8方向への任意の方向へ攻撃が可能となる。またFC版では、特定の敵を倒すことで攻撃判定アップ＆貫通や、常時8方向への攻撃などのパワーアップ要素が盛り込まれた。
刀は近接武器で、攻撃判定はさらに小さいが、自分の腰から頭半分までの攻撃を弾き落とすことが可能。また、刀で敵を倒すと、手裏剣で倒した時の2倍の得点が入り、敵の攻撃を受け止めた時の得点（1,000/500点）も同様。
ジャンプはレバーを上要素方向に入れることで発動する。ジャンプ寸前に一瞬しゃがむモーションが入り、ジャンプ中は方向制御も中断も行えないため、敵の攻撃をジャンプで避けるのは困難である。特に斜め方向へのジャンプは飛距離が長く、画面スクロールの幅もそこそこあるため、敵の出現や敵弾の飛来によるミスが生じやすい。

### アイテム
巻物（魔笛）
取ると地面に着地した時点から画面内の敵を一定時間倒し続けることができるようになる（雅の術）。取得してから地面に着地し術を終えるまでの間は無敵状態となるが、その間は一切プレイヤーの操作ができない。

### 移植版で使用できる術
術丸を取得した際に使用できる術は「分身の術」と「阿修羅の術（携帯電話版は『八方手裏剣の術』）」の2種類があり、どちらも術丸を取得した瞬間に発動、一定時間経過により効果は消滅する。これらの術は術丸を複数取る事で同時に使う事が可能で、また重ねて取得することで制限時間を延長できる。
分身の術
影が半透明になり、左右へ2体に分身する。分身中は完全無敵。制限時間近くになると、2体に分かれた分身が徐々に近づきはじめ、完全に一体となった時点で効果は消滅する。
阿修羅の術
手裏剣を出すと、上下左右と斜め方向の計8方向へ同時に手裏剣を放つようになる。この時放つ手裏剣の性能は、術未使用時と同じ。水晶玉でパワーアップしていない状態でも手裏剣のサイズが大きくなるが、威力は術未使用時と変わらない。制限時間近くになると、手裏剣のサイズが元に戻る（パワーアップ状態だと変化しない）。なお、この状態の時は連射が効かず、画面上の全ての手裏剣が消えるまで再発射できない。

### その他
- 各森面の21本目木の幹には魔笛が隠されている。
- デモ画面のうち、森面と魔城内面はプレイヤーが操作できる。これによって魔城内面をクリアすると、音が鳴り続けたまま画面が停止してしまう。
- 新バージョンでは攻撃が自動連射化されており、得点は全て10倍になっている。ボタンを押しているだけで連射できるため、刀による敵の攻撃への防御率が格段にアップしている。

## 設定

### ストーリー
江戸時代末期、魔界の国より甦りし"雪草 妖四郎"が魔性の軍団を形成し、日本の世をおびやかすようになっていた。
ある日のこと、城主の姫"霧姫"が軍団に捕われてしまった。 そこで、城主の指名を受けて数々の武芸者達が、軍団の屋敷を目指したが、誰一人として帰城した者はいなかった。その時、ある若者が姫を救出すべく魔城へと走った。その若者とは、伊賀の里の忍者"影"である。 

### ステージ構成
森
上下左右にスクロールする。赤忍、青忍、妖坊、妖珠坊が出現。妖珠坊を倒せばクリアとなる。FC版では「点丸」「術丸」「水晶玉」が出現する。
抜け穴
左右のみにスクロールする。水路があり、この水路の中に入って進むこともできる。青忍を10人倒せばクリア。FC版では青忍のみだが、AC版では赤忍も少数ながら出現する。アイテムは「増丸」のみが出現（FC版、携帯電話版のみ）。
城壁
上下左右にスクロールする。赤忍が出現。ジャンプで城壁を登っていき、最上段までたどり着けばクリア。FC版では赤忍に紛れ込んで一人だけ黒忍が出現し、倒すと巻物を落とす。それ以外アイテム類は一切出現しない。
魔城内
左右のみにスクロールするが、階段を利用すると上の層に登ることができる。赤忍、青忍、妖坊（FC版では妖珠坊）が出現。4層に分かれており、一番上の層に姫が囚われている。姫を縛っている縄を切ればクリアだが、姫は救出直後に再びさらわれることとなる。FC版では「水晶玉」が出現する。
対決
ボスキャラクターとの対決ステージ。マップは「森」のステージと似ている。上空に「蝶」が飛んでおり、FC版ではこの「蝶」を撃ち落とさないとボスを倒すことができない。アイテム類は無し。

## 登場人物
影
主人公。赤い服を着た伊賀忍者。二刀流と手裏剣の使い手。
霧姫
ヒロイン。AC版では白い着物を着ているが、FC版では赤い着物を着ている。
青忍
雑魚キャラクター。十字手裏剣を投げたり、接近すれば刀で攻撃してくる。
赤忍
足が速いうえに刀と手裏剣の攻撃に加えて、煙玉を投げてくる。この煙玉は刀による防御が不可能（上述のように一部例外もある）。
黒忍
城壁に出現する。倒すと巻物を落とす。FC版のみ登場。
妖坊
笠と青い僧衣を着た火を噴く怪僧。AC版は火炎放射器のように噴く炎の射程が限定されているが、FC版では尾を引く火球を画面端まで飛ばす。ちなみに噴いた火はしゃがんでも回避不可能。
妖珠坊
森のステージのボス。赤い僧衣を着た妖坊。妖坊を3人倒せば登場し、倒せば抜け穴のステージへ進む。
双幻坊
青葉の章のボス。外見上は白い僧衣を着た妖坊で、2人で登場する。FC版のみ登場。
霧 雪之介
紅葉の章のボス。雪草 妖四郎の片腕と言われる。二刀流の剣士で動きが素早い。
雪草 妖四郎
ラストボス。日本を征服しようと企む魔界から現れた魔性の者。二刀流で、動きも雪之介より素早い。

## 移植版
アーケード版の移植は、2000年代以降にリリースされた家庭用ゲーム機版のほぼすべてが「YM2203音源版」の移植（#概要の節を参照、および後述）。
| No. | タイトル                    | 発売日                                    | 対応機種                                | 開発元                        | 発売元                       | メディア                                  | 型式                             | 備考                                                                  | 出典                       |
| --- | --------------------------- | ----------------------------------------- | --------------------------------------- | ----------------------------- | ---------------------------- | ----------------------------------------- | -------------------------------- | --------------------------------------------------------------------- | -------------------------- |
| 1   | 影の伝説                    | 1986年4月18日 1987年8月                   | ファミリーコンピュータ                  | トーセ                        | タイトー                     | ロムカセット                              | TFC-KD-4900 NES-KA-USA           |                                                                       |                            |
| 2   | 影の伝説                    | 1986年10月                                | MSX                                     | タイトー                      | タイトー                     | ロムカセット                              | MSX-9                            |                                                                       |                            |
| 3   | 影の伝説                    | 1986年11月                                | X1turbo                                 | エス・ピー・エス              | ニデコムキャリー             | フロッピーディスク                        | -                                |                                                                       |                            |
| 4   | The Legend of Kage          | 1986年                                    | Amstrad CPC コモドール64 ZX Spectrum    | Ocean Software                | Imagine Software             | フロッピーディスク                        | -                                | 欧米ではコモドール64版のみ発売                                        |                            |
| 5   | 影の伝説                    | 2004年12月15日                            | ボーダフォンライブ! （Vアプリ）         | サイバーミューズ              | タイトー                     | ダウンロード （タイトーGameセレクション） | -                                | アーケード版の移植                                                    | [ 2 ]                      |
| 6   | 影の伝説DX                  | 2005年4月13日                             | 256Kアプリ対応機種専用 （Vアプリ）      | サイバーミューズ              | タイトー                     | ダウンロード （タイトーGameセレクション） | -                                | アーケード版の移植                                                    | [ 3 ]                      |
| 7   | タイトーメモリーズ 下巻     | 2005年8月25日                             | PlayStation 2                           | タイトー                      | タイトー                     | DVD-ROM                                   | SLPM-66092                       | アーケード版の移植                                                    |                            |
| 8   | タイトーメモリーズ ポケット | 2006年1月5日                              | PlayStation Portable                    | タイトー                      | タイトー                     | UMD                                       | ULJM-05076                       | アーケード版の移植                                                    |                            |
| 9   | Taito Legends 2             | 2006年3月31日 2007年5月16日               | PlayStation 2 Xbox Windows              | タイトー                      | Empire Interactive Destineer | DVD-ROM                                   | PS2: SLES-53852 SLUS-21349       | アーケード版の移植、欧州のみXbox版発売                                |                            |
| 10  | 影の伝説                    | 2006年6月1日                              | BREW対応機種 （EZアプリ）               | タイトー                      | タイトー                     | ダウンロード （タイトーゲームエキスポ）   | -                                | アーケード版の移植                                                    | [ 4 ]                      |
| 11  | Taito Legends Power-Up      | 2006年10月6日 2007年5月17日               | PlayStation Portable                    | Empire Oxford                 | Xplosiv Destineer Games      | UMD                                       | ULES-00473 ULUS-10208            |                                                                       |                            |
| 12  | 影の伝説                    | 2006年12月19日 2007年2月19日              | Wii                                     | タイトー                      | タイトー                     | ダウンロード （バーチャルコンソール）     | ULES-00473 ULUS-10208            | ファミリーコンピュータ版の移植                                        | [ 5 ] [ 6 ]                |
| 13  | 影の伝説                    | 2014年1月22日                             | ニンテンドー3DS                         | タイトー                      | スクウェア・エニックス       | ダウンロード （バーチャルコンソール）     | TDZJ                             | ファミリーコンピュータ版の移植                                        | [ 7 ]                      |
| 14  | 影の伝説                    | 2014年6月4日                              | Wii U                                   | タイトー                      | スクウェア・エニックス       | ダウンロード （バーチャルコンソール）     | FCKJ                             | ファミリーコンピュータ版の移植                                        | [ 8 ]                      |
| 15  | 影の伝説                    | 2015年10月2日 2015年12月1日 2016年2月16日 | PlayStation 4 (PlayStation Network)     | ゴッチテクノロジー            | ハムスター                   | ダウンロード （アーケードアーカイブス）   | CUSA-03576 CUSA-03714 CUSA-03935 | アーケード版の移植 MSM5232音源版も移植。                              | [ 9 ] [ 10 ] [ 11 ] [ 12 ] |
| 16  | 影の伝説                    | 2019年10月10日                            | Nintendo Switch (ニンテンドーeショップ) | ゴッチテクノロジー ハムスター | ハムスター                   | ダウンロード （アーケードアーカイブス）   | -                                | アーケード版の移植 MSM5232音源版も移植。                              | [ 13 ] [ 14 ]              |
| 17  | 影の伝説                    | 2022年3月2日                              | イーグレットツー ミニ                   | 瑞起                          | タイトー                     | プリインストール                          |                                  | アーケード版の移植。 本体にプリインストールされた40作品のうちの一つ。 | [ 16 ] [ 17 ]              |
| 18  | タイトーマイルストーン2     | 2023年8月31日                             | Nintendo Switch                         | ハムスター                    | タイトー                     | ゲームカード ダウンロード                 |                                  | アーケード版の移植                                                    | [ 18 ] [ 19 ] [ 20 ]       |

### 移植版で追加されたアイテム
ファミリーコンピュータ版および携帯電話アプリ版には以下のアイテムが追加されている。
水晶玉
取ると影の能力が2段階にアップするうえ、1度だけ敵の攻撃に耐えるようになる。得点は3,000点。1段階目は影の服が緑色になり、手裏剣が大きくなって貫通性能を持つ。2段階目は影の服が黄色になり、1段階目の性能に加えて影の移動速度がアップする。敵の攻撃を受けると、どちらの状態でも赤い服の初期段階に戻される。初期段階に戻る際に無敵時間は存在しない。なお、妖坊の炎は影にヒットしても攻撃判定が残るため、ほんの少し掠った程度でない限りは間髪入れずに二撃目を受けることになるので、耐えることができない。
点丸
空中を歩く謎の生き物。色はグレー。取ると10,000点の得点が貰える。条件を満たすと画面左側から出現する。スクロールアウトすると消えてしまう（これは点丸以外の「丸」シリーズアイテムも同一である）。
術丸
空中を歩く謎の生き物。色は赤。取ると「分身の術」か「阿修羅の術（携帯電話版は『八方手裏剣の術』）」のどちらかを一定時間使えるようになる。術の詳細は#移植版で使用できる術を参照。出現条件は点丸と同じ。
増丸
空中を歩く謎の生き物。色は青。取ると影の残り人数が1人増える。抜け穴のシーンで、特定の条件を満たすと出現する。

### その他（他機種版）
- FC版で2人プレイを選択し、1プレイヤー側が初回に煙玉で倒されると、2プレイヤー側が木の上から登場する時点から死亡していることになり、着地と同時に地面に倒れてしまう。その後は1人失い、1プレイヤー側にバトンタッチされ、何事もなかったかのようにゲームが進んでいく。
- FC版はヤマキが行ったキャンペーンのプレゼント商品として配布されていたこともある。パッケージにヤマキめんつゆのロゴがあり、カセットにヤマキのステッカーが貼ってある。ゲーム内容自体は通常版と全く同じだが、10,000本限定であるため、中古ソフト市場で高く取引されている[21]。
- 「アーケードアーカイブス」版では、冒頭「概要」で述べた2種類の音源版がそれぞれ移植されており、メニュー画面で選択してプレイできる。

## 評価
| 項目 | キャラクタ | 音楽 | 操作性 | 熱中度 | お買得度 | オリジナリティ | 総合  |
| 得点 | 3.64       | 3.51 | 3.39   | 3.50   | 3.22     | 3.39           | 20.65 |

ファミリーコンピュータ版
ゲーム誌『ファミリーコンピュータMagazine』の読者投票による「ゲーム通信簿」での評価は別記の通り20.65点（満30点）となっている 。

## 続編
正式タイトルは『影之伝説 -THE LEGEND OF KAGE 2-』。2008年3月13日にニンテンドーDS用ソフトとしてタイトーから発売された。

### 概要（続編）
『影の伝説』の続編にあたるが、サイドビューの2Dアクションゲームで「雪草妖四郎」にさらわれた「霧姫」の救出を目指すという前作のあらすじをそのまま用いているなど、続編というよりはリメイクに近い。前作主人公の「影」の他に新たな操作キャラクターとして「千尋」が追加され、ゲームを始める際にプレイヤーはどちらかを選択し、キャラクターによってストーリーは異なる展開を見せる。演出面ではイベントシーンが主にステージの始まりと最後に盛り込まれるようになった。
2画面になったこととダッシュ移動などの追加でキャラクターの移動速度が向上したため、ステージ構成は縦横に広く作られている。隠しアイテムの存在など探索要素も強くなった。

### スタッフ（続編）
ランカーススタッフ
- ディレクター：藤川翼
- 企画：町山謙、佐々木涼、山下達也、油家政明、阿部健太郎
- メイン・プログラマー：チョウ・ジュンヒョン
- プログラマー：千代淳史、尾関俊介、星野光弘、本田和也、中島駿介、石戸貴之、本内敦
- サウンド：岩崎健一郎、越川正登
- イラスト：中田真市
- デザイナー：滝口あすみ、佐藤友加、中田真市、押野秀樹、大島誠、鄭暎仙、岡本笑美子、真尾豪
- ボイスアクター：堀田勝、ふるかわかずみ、福田修司、前澤航也、吉田育代、森由果、松村篤、中村公平
- スペシャル・サンクス：藤田沙織
- プロデューサー：星野光弘

タイトースタッフ
- プロデューサー：神村武、大槻朗
- ディレクター：安河内寿男
- アートワーク：神社裕子
- マニュアル、パッケージ：キュービスト
- タイトルロゴ：御子柴知子 (SUGAR)
- デバッグ：ポールトゥウィン
- パブリシティ：豊田巧、佐藤陽子、土屋貴之、荒田靖昭、永松舞子
- スペシャル・サンクス：亀井道行、藤渡尊浩、工藤智司、タイトーCS開発部
- ゼネラル・プロデューサー：橋本真司
- エグゼクティブ・プロデューサー：和田洋一

### 評価（続編）
ゲーム誌『ファミコン通信』の「クロスレビュー」では合計29点となっている。

## 関連作品

### ゲーム
- 太鼓の達人 - タイトーのゲームミュージックに影の伝説が収録。
- グルーヴコースター - アルバム『TAITO GAME MUSIC REMIXS』より「影の伝説 ～豚乙女mix～」を収録。
- 不動明王伝 - 本作のシステムを踏襲している。

### 映画
AC版のリリースから20年を経た2005年、実写映画が公開された。
映画パーソナリティ有村昆監督の短編自主制作映画、水野晴郎、林家木久蔵、林家ペー、杉作J太郎などが主なキャストだが、ゲーム本編とは全くかけ離れた内容である。
- 伊賀忍者の影が主人公なのにまったく関係ない真田幸村が主人公。しかもその伊賀忍者が敵役。
- ゲーム版の物語は江戸時代末期なのに映画版はそれを無視して徳川家康が登場し、雪草妖四郎に替わって敵役のボスになっている。
- 妖坊、霧雪之介が登場しない。